# Saint-Bauzille-de-Putois
Saint-Bauzille-de-Putois è un comune francese di 1 513 abitanti situato nel dipartimento dell'Hérault nella regione dell'Occitania.

## Società

### Evoluzione demografica
Abitanti censiti